# Open du Costa Rica
L’Open du Costa Rica est une compétition de taekwondo organisée annuellement par la Fédération costaricaine de taekwondo.
Ce tournoi est un événement majeur dans le calendrier mondial du fait de son label « WTF-G1 ».

## Lieu des éditions
| Année(s)  | Ville    |
| --------- | -------- |
| 2009-2019 | San José |
| 2020-...  | Heredia  |

## Palmarès hommes
| WTF-G2 | WTF-G2            | WTF-G2           | WTF-G2            | WTF-G2           | WTF-G2            | WTF-G2            | WTF-G2               | WTF-G2               |
| Année  | -54 kg            | -58 kg           | -63 kg            | -68 kg           | -74 kg            | -80 kg            | -87 kg               | +87 kg               |
| ------ | ----------------- | ---------------- | ----------------- | ---------------- | ----------------- | ----------------- | -------------------- | -------------------- |
| 2020   | Gergely Salim     | Cesar Rodriguez  | Daniel Ávila      | Braulio Leon     | Edival Pontes     | Ismael Bouzid     | Ícaro Miguel Soares  | Rafael Alba Castillo |
| WTF-G1 |                   |                  |                   |                  |                   |                   |                      |                      |
| 2019   | Cesar Rodriguez   | Brandon Plaza    | Joao Victor Diniz | David Paz        | Edival Pontes     | Thomas Rahimi     | Ícaro Miguel Soares  | Carlos Sansores      |
| 2018   | David Jungwoo Kim | Nelson Acajabón  | Bernardo Pié      | Ignacio Morales  | Henrique Precioso | Moisés Hernández  | Ícaro Miguel Soares  | Martín Sío           |
| 2017   | Jorge Martinez    | Logan Gerick     | Bernardo Pié      | Alexander Ortiz  | Thomas Rahimi     | Moisés Hernández  | Lucas Oliveira       | Stephen Lambdin      |
| 2016   | Reymoore Santos   | Cesar Rodriguez  | Lucas Guzmán      | Alexander Ortiz  | Andrew Leitold    | Elvis Barbosa     | Hanssel Llanos       | Jonathan Healy       |
| 2014   | Cesar Rodriguez   | Damián Villa     | Saúl Gutiérrez    | Isaac Torres     | Jaysen Ishida     | Uriel Adriano     | Rafael Alba Castillo | Rosbelis Despaigne   |
| 2013   | Cesar Rodriguez   | Ignacio Morales  | Saúl Gutiérrez    | Isaac Torres     | René Lizárraga    | Aaron Cook        | Misael López         | Stephen Lambdin      |
| 2010   | Gerardo Torres    | Gustavo Villa    | Jeffrey Williams  | Byron Vásquez    | Álvaro González   | Juan Sánchez      | Non disputé          | Kristopher Moitlan   |
| 2009   | Julio Flores      | Gabriel Mercedes | Jairo Rijo        | Yohanny Bartermi | Non disputé       | Richard Alcantara | Marvin Sellas        | Kristopher Moitlan   |

## Palmarès femmes
| WTF-G2 | WTF-G2             | WTF-G2                 | WTF-G2              | WTF-G2                | WTF-G2            | WTF-G2          | WTF-G2              | WTF-G2                |
| Année  | -46 kg             | -49 kg                 | -53 kg              | -57 kg                | -62 kg            | -67 kg          | -73 kg              | +73 kg                |
| ------ | ------------------ | ---------------------- | ------------------- | --------------------- | ----------------- | --------------- | ------------------- | --------------------- |
| 2020   | Monique Rodriguez  | Ibeth Camila Rodríguez | Talisca Reis        | Anastasija Zolotic    | Ashley Kraayeveld | Cheyenne Lewis  | Althéa Laurin       | Madelynn Gorman-Shore |
| WTF-G1 |                    |                        |                     |                       |                   |                 |                     |                       |
| 2019   | Yvette Yong        | Daniela Souza          | Talisca Reis        | Skylar Park           | Amanda Bluford    | Cheyenne Lewis  | Raiany Pereira      | Gabriele Siqueira     |
| 2018   | Monique Rodriguez  | Estefanie Pedroza      | Leonor Dias de Lima | Skylar Park           | Paulina Armeria   | Milena Titoneli | Isabella Diaz       | Briseida Acosta       |
| 2017   | Brenda Costarica   | Carissa Fu             | Leonor Dias de Lima | Skylar Park           | Caroline Santos   | Paige McPherson | Raiany Pereira      | Keyla Ávila           |
| 2016   | Katherine Calderon | Victoria Stambaugh     | Francisca Rios      | Skylar Park           | Amanda Bluford    | Tasha Pruter    | Cassie Berger       | Paula Wegscheider     |
| 2014   | Ana Oliván         | Ibeth Rodríguez        | Yamisel Núñez       | Jessica Chávez        | Ashley Kraayeveld | Katherine Dumar | Glenhis Hernández   | Briseida Acosta       |
| 2013   | Brenda Costarica   | Itzel Manjarrez        | Diana Lara          | Jessica Chávez        | Samantha Leidel   | Katherine Dumar | Jacqueline Galloway | Briseida Acosta       |
| 2010   | Non disputé        | Andrea Murillo         | Monica Salas        | Laura Vanessa Vásquez | Ana Villalobos    | Non disputé     | Non disputé         | Non disputé           |
| 2009   | Mayelin Reyes      | Non disputé            | Gladys Mora         | Doris Patiño          | Non disputé       | Asunción Ocasio | Non disputé         | Non disputé           |